# Division de Samarahan
La Division de Samarahan (en malais, Bahagian Samarahan) est une division administrative de l'État de Sarawak en Malaisie. Avec une superficie de 4 967,4 km2, elle fait partie de ce qui était appelée la « Première Division », avant d'en être séparée le 24 juillet 1986.
Les 246 782 habitants de la Division sont principalement des Bidayuh, des Malais, des Iban et des Chinois.

## Districts
La Division de Mukah est elle-même divisée en trois districts suivants :
| Nom                   | Surface   | Capitale  |
| --------------------- | --------- | --------- |
| District d'Asajaya    | 303 km2   | Asajaya   |
| District de Samarahan | 407 km2   | Samarahan |
| District de Simunjan  | 2 218 km2 | Simunjan  |

## Membres du parlement
| Parlement           | Membre             | Parti      |
| ------------------- | ------------------ | ---------- |
| P197 Kota Samarahan | Rubiah Wang        | GPS (PBB)  |
| P199 Serian         | Richard Riot Jaem  | GPS (SUPP) |
| P200 Batang Sadong  | Nancy Shukri       | GPS (PBB)  |
| P201 Batang Lupar   | Rohani Abdul Karim | GPS (PBB)  |

### Liens connexes
- Division de Malaisie orientale